# Kampala
Kampala es la capital de Uganda, en África Oriental, para el 2019 contaba con una población de aproximadamente 1.680.000; habitantes, siendo la mayor aglomeración urbana del país. Está situada en el distrito homónimo, a una altitud de 1189 metros sobre el nivel del mar. La ciudad disfruta de un clima templado por su altitud, a pesar de su cercanía al ecuador terrestre.
Sus actividades económicas más destacables son la industria, en especial la mobiliaria y la maquinaria, así como la exportación de productos agrícolas como café, algodón, té y azúcar.
Existe un aeropuerto internacional en Entebbe, a unos 35 kilómetros de distancia, así como un puerto sobre la orilla del lago Victoria a 10 kilómetros, Port Bell.
En el sector de Makerere Hill puede hallarse el campus principal de la Universidad de Makerere, uno de los principales centros de estudios superiores de África central y oriental. Kampala es también la sede del Banco de Desarrollo del África Oriental.
El área metropolitana de Kampala está formada por la ciudad propiamente dicha y los vecinos distrito de Wakiso, distrito de Mukono, distrito de Mpigi, distrito de Buikwe y distrito de Luweero. Tiene una población en rápido crecimiento que se estima en 6.709.900 personas en 2019 según la Oficina de Estadística de Uganda en un área de 8451,9 kilómetros cuadrados (3263,3 mi²).
En 2015, esta área metropolitana generó un PIB nominal estimado de 13,80221 mil millones de dólares (dólares estadounidenses constantes de 2011) según Xuantong Wang et al., que fue más de la mitad del PIB de Uganda para ese año, lo que indica la importancia de Kampala para la economía de Uganda.
Según los informes, Kampala es una de las ciudades de más rápido crecimiento de África, con una tasa de crecimiento anual de la población del 4,03%, según City Mayors. Mercer (empresa consultora con sede en Nueva York) ha clasificado regularmente a Kampala como la mejor ciudad de África Oriental para vivir, por delante de Nairobi y Kigali.

## Etimología
Antes de la llegada de los británicos, el Kabaka o rey de Buganda había elegido la zona que se convertiría en Kampala como uno de sus refugios de caza. La zona está formada de colinas onduladas y exuberantes zonas húmedas. Es una zona de cría ideal para varios antílopes -particularmente el impala. Cuando los británicos llegaron a la zona la llamaron las Colinas de los Impala (Hills of the Impala en inglés).
La lengua de los baganda, el luganda, adoptó muchas palabras del inglés debido a la interacción de sus hablantes con los británicos. De esta forma, los baganda tradujeron "las Colinas de los Impala" como Kasozi ka Empala -"Kasozi" significa "colina", "ka" significa "de" y "empala" significa "impala". Al hablar en lugandés, las palabras ka y empala se pronuncian juntas, como una sola palabra, Kaampala. Pronto, cuando el kabaka iba a cazar los baganda decían Kabaka agenze e "ka Empala", que significa, "El kabaka ha ido a Ka'mpala". El nombre Kampala pronto fue adoptado.
Los baganda, en cuyo territorio se encontraba este asentamiento británico, tradujeron entonces "Colina del Impala" como Akasozi ke'Empala. Luego se acortó a K'empala y finalmente a Kampala. Kasozi" significa "colina", "ke" "de" y "empala" es el plural de "impala". De ahí que el nombre "Kampala" viniera a referirse a este asentamiento colonial británico inicial que más tarde se extendería desde la colina ocupada Old Kampala, cerca de la preexistente Kibuga (capital) del reino de Buganda.

## Clima
| Parámetros climáticos promedio de Kampala        | Parámetros climáticos promedio de Kampala | Parámetros climáticos promedio de Kampala | Parámetros climáticos promedio de Kampala | Parámetros climáticos promedio de Kampala | Parámetros climáticos promedio de Kampala | Parámetros climáticos promedio de Kampala | Parámetros climáticos promedio de Kampala | Parámetros climáticos promedio de Kampala | Parámetros climáticos promedio de Kampala | Parámetros climáticos promedio de Kampala | Parámetros climáticos promedio de Kampala | Parámetros climáticos promedio de Kampala | Parámetros climáticos promedio de Kampala |
| Mes                                              | Ene.                                      | Feb.                                      | Mar.                                      | Abr.                                      | May.                                      | Jun.                                      | Jul.                                      | Ago.                                      | Sep.                                      | Oct.                                      | Nov.                                      | Dic.                                      | Anual                                     |
| ------------------------------------------------ | ----------------------------------------- | ----------------------------------------- | ----------------------------------------- | ----------------------------------------- | ----------------------------------------- | ----------------------------------------- | ----------------------------------------- | ----------------------------------------- | ----------------------------------------- | ----------------------------------------- | ----------------------------------------- | ----------------------------------------- | ----------------------------------------- |
| Temp. máx. abs. (°C)                             | 33                                        | 36                                        | 33                                        | 33                                        | 29                                        | 29                                        | 29                                        | 29                                        | 31                                        | 32                                        | 32                                        | 32                                        | 36                                        |
| Temp. máx. media (°C)                            | 28.6                                      | 29.3                                      | 28.7                                      | 27.7                                      | 27.3                                      | 27.1                                      | 26.9                                      | 27.2                                      | 27.9                                      | 27.7                                      | 27.4                                      | 27.9                                      | 27.8                                      |
| Temp. media (°C)                                 | 23.2                                      | 23.7                                      | 23.4                                      | 22.9                                      | 22.6                                      | 22.4                                      | 22.0                                      | 22.2                                      | 22.6                                      | 22.6                                      | 22.5                                      | 22.7                                      | 22.7                                      |
| Temp. mín. media (°C)                            | 17.7                                      | 18.0                                      | 18.1                                      | 18.0                                      | 17.9                                      | 17.6                                      | 17.1                                      | 17.1                                      | 17.2                                      | 17.4                                      | 17.5                                      | 17.5                                      | 17.6                                      |
| Temp. mín. abs. (°C)                             | 12                                        | 14                                        | 13                                        | 14                                        | 15                                        | 12                                        | 12                                        | 12                                        | 13                                        | 13                                        | 14                                        | 12                                        | 12                                        |
| Lluvias (mm)                                     | 68.4                                      | 63.0                                      | 131.5                                     | 169.3                                     | 117.5                                     | 69.2                                      | 63.1                                      | 95.7                                      | 108.4                                     | 138.0                                     | 148.7                                     | 91.5                                      | 1264.3                                    |
| Días de lluvias (≥ 1.0 mm)                       | 4.8                                       | 5.1                                       | 9.5                                       | 12.2                                      | 10.9                                      | 6.3                                       | 4.7                                       | 6.7                                       | 8.6                                       | 9.1                                       | 8.4                                       | 7.4                                       | 93.7                                      |
| Horas de sol                                     | 155                                       | 170                                       | 155                                       | 120                                       | 124                                       | 180                                       | 186                                       | 155                                       | 150                                       | 155                                       | 150                                       | 124                                       | 1824                                      |
| Humedad relativa (%)                             | 66                                        | 68.5                                      | 73                                        | 78.5                                      | 80.5                                      | 78.5                                      | 77.5                                      | 77.5                                      | 75.5                                      | 73.5                                      | 73                                        | 71.5                                      | 74.5                                      |
| Fuente n.º 1: World Meteorological Organization, |                                           |                                           |                                           |                                           |                                           |                                           |                                           |                                           |                                           |                                           |                                           |                                           |                                           |
| Fuente n.º 2: BBC Weather                        |                                           |                                           |                                           |                                           |                                           |                                           |                                           |                                           |                                           |                                           |                                           |                                           |                                           |

## Historia

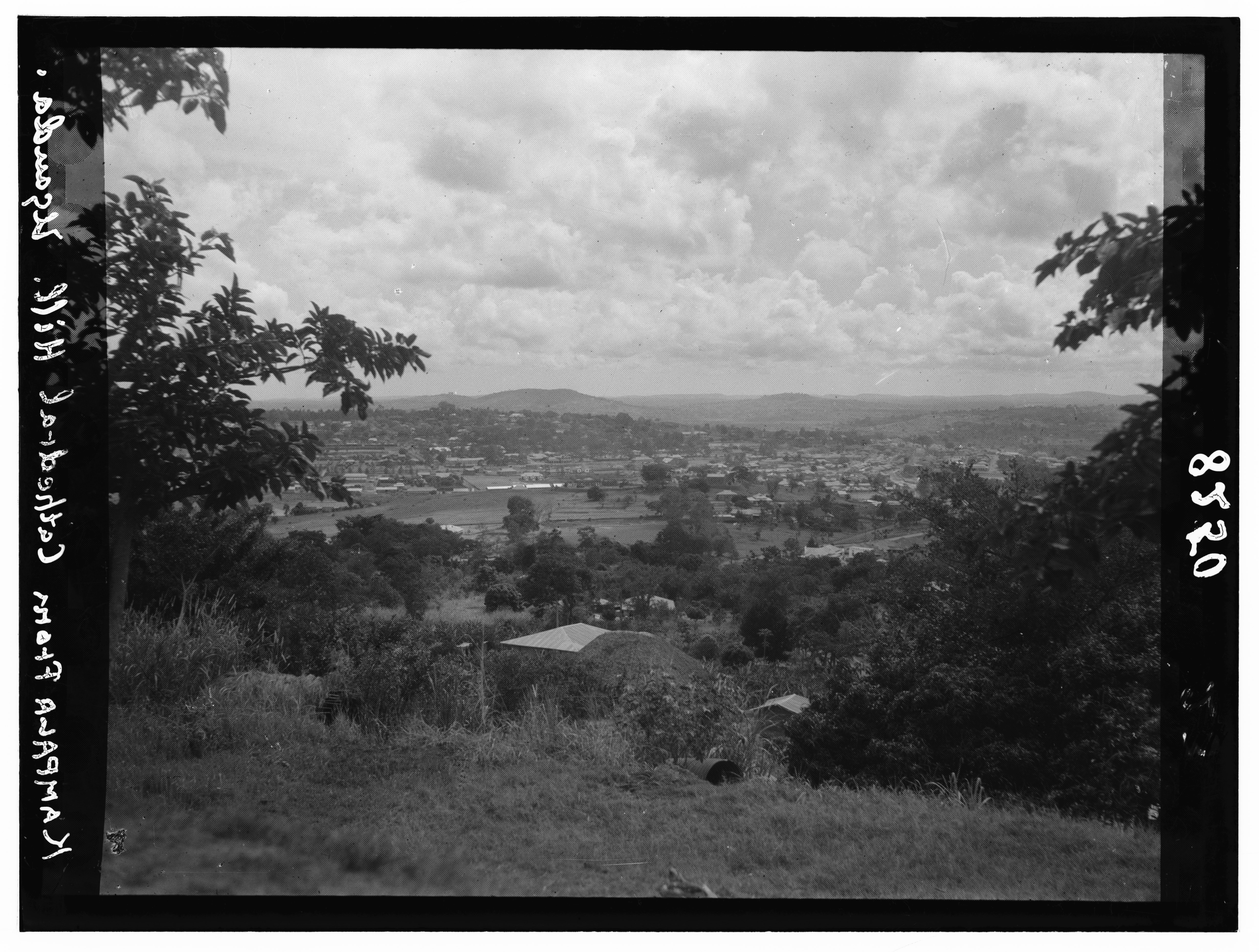
Kampala, la ciudad desde Cathedral Hill en 1936.

Esta zona de numerosas colinas y pantanos que más tarde se conocería como Kampala formaba parte del núcleo del muy centralizado Reino de Buganda. También fue el lugar de la "Kibuga" (capital) cambiante de los diferentes "Bassekabaka" (reyes) del Reino de Buganda, con cada "Kabaka de Buganda|Kabaka]]" (rey) en la coronación, o posteriormente durante su reinado, estableciendo su "Kibuga" (capital) en una colina nueva o diferente según lo desearan.
Kampala se expandió alrededor de un fuerte construido por Frederick Lugard en 1890 para la Compañía Británica del África Oriental. En 1962, Kampala sustituyó a Entebbe como capital nacional. Gran parte de la ciudad fue destruida en 1979 tras el derrocamiento del gobierno dictatorial de Idi Amin y la subsiguiente guerra civil.

### SigloXIX
La primera descripción escrita de esta Kibuga (capital) fue realizada por el explorador Sir Richard Burton en su libro, The Lake Region of East Africa, publicado en 1860. En el libro, Burton, basándose en la información recogida por Snay Bin Amir, un comerciante árabe, describió la Kibuga como

...el asentamiento no tiene menos de un día de viaje de longitud, los edificios son de caña y ratán. El palacio del sultán (Kabaka) tiene al menos una milla de largo y las cabañas circulares ordenadas en línea están rodeadas por una fuerte valla que sólo tiene cuatro puertas.

En 1862, cuando el explorador  John Speke llegó a Buganda, la Kibuga (capital) estaba en Bandabarogo, actual Banda Hill, y el Kabaka (rey) reinante era Mutesa I.
En 1875, el explorador Henry Morton Stanley informó de que la capital se encontraba en la actual Lubaga Hill, donde conoció al mismo Kabaka, Mutesa I.
Durante esta visita, Henry M. Stanley escribió una carta que fue publicada en el Daily Telegraphy, invitando a los misioneros a venir a Buganda. También describió a los Kibuga en sus despachos de la década de 1870 a The New York Herald', así:

A medida que nos acercábamos a la capital, la carretera desde Usavara [Busabala] aumentaba su anchura de 6 m a 45,7 m Al llegar a la capital encontré que la vasta colección de chozas que coronaban la eminencia eran los Cuarteles Reales, alrededor de los cuales corrían varias empalizadas y patios circulares, entre los cuales y la ciudad había un camino circular, que iba de 30 m a 60 m de ancho con jardines y chozas. ..

En 1877, los primeros misioneros de la Church Mission Society, de confesión protestante, llegaron procedentes del Reino Unido y se les asignó Namirembe Hill. Dos años más tarde, en 1879, llegaron también los  Padres Blancos católicos, que se asentaron primero en la actual aldea de Kitebi, cerca de Lubaga; posteriormente, se les asignaría Lubaga. Hill. La llegada de estos dos grupos misioneros sentó las bases para las guerras religiosas de 1888 a 1892 entre sus nuevos conversos, y obligó a los misioneros de Gran Bretaña a presionar entonces para que el gobierno británico se hiciera cargo de Buganda/Uganda como protectorado.[cita requerida]
En 1890, Frederick Lugard, agente de la Compañía Imperial Británica de África Oriental, llegó a Buganda durante el reinado de Ssekabaka Mwanga II, con quien firmó un tratado de protección del gobierno británico sobre Buganda, y la Kibuga (capital) se situó en Mengo Hill. El capitán del ejército británico Lugard se adjudicaría, más tarde, la colina que pronto se conocería como Vieja Kampala, y en la que construyó un fuerte.[cita requerida]
En 1895, la Mengo Senior School, la primera escuela que ofrecía educación occidental en Kampala, fue inaugurada por la Church Missionary Society en la colina de Namirembe, donde estudiaban sobre todo los hijos de los jefes y los pajes de los palacios reales.
En 1897, Ssekabaka Mwanga lanzó una rebelión, pero fue derrotado y posteriormente capturado y exiliado, en 1899, a las Seychelles junto a Omukama Kabalega, y su hijo de 3 años fue nombrado Kabaka por las fuerzas combinadas de los oficiales europeos al frente de las soldados coloniales nubios y baganda. Este estado de cosas culminó más tarde con la firma del Acuerdo de Buganda (1900) que formalizó el dominio colonial británico en Buganda.
También en 1897, el médico y misionero británico Sir Albert Ruskin Cook inauguró en la colina de Namirembe el primer centro sanitario de estilo occidental de Kampala, el Hospital Mengo. Además, sir Albert Ruskin Cook fundaría en 1913 el Hospital de Mulago, actual Hospital Nacional de Referencia, en la colina de Mulago.
En 1899, las Misioneras de Nuestra Señora de África fundaron el Hospital de Lubaga en  la colina Lubaga.

### SigloXX
En 1900, los regentes del infante Kabaka Daudi Cwa II de Buganda (que eran Apolo Kagwa, el Katikiro (primer ministro) de Buganda, Stanislaus Mugwanya, el Mulamuzi (Juez Principal) de Buganda, y Zakaria Kisingiri, el Muwanika (Tesorero Principal) de Buganda, con el obispo Alfred Tucker), firmaron el Acuerdo de Buganda en nombre de Buganda con  Sir Harry Johnston, que firmó en nombre del Gobierno británico. 
Este acuerdo con Sir Harry Johnston creó nuevos regímenes de tenencia de la tierra, como la propiedad absoluta, la tierra de la Corona y el mailo (forma única de tenencia de la tierra en Uganda), y dividió y asignó la tierra de tal manera que llegaría a definir el desarrollo de Kampala.

### SigloXXI
En 2010, se promulgó la Ley de la Autoridad de la Ciudad Capital de Kampala, que otorga al gobierno de Uganda más control sobre la administración de Kampala. La ley también creó la Autoridad Metropolitana de Planificación Física de Kampala con los objetivos declarados de mejorar la infraestructura de la ciudad de Kampala y los distritos circundantes de Wakiso, Mukono, Buikwe, Mpigi y Luwero.
El 11 de julio de 2010, terroristas del grupo Al-Shabaab mataron a 74 personas en un ataque suicida[cita requerida].

## Salud
De acuerdo con la encuesta del bienio 2004-05 realizada por el Ministerio de Salud, Kampala posee el mayor índice de infección por VIH/sida. El 9,2 % de los adultos se halla infectado, tasa que se dispara al 47 % en cuanto a los trabajadores sexuales se refiere.

## Patrimonio de la Humanidad
Las Tumbas de los reyes de Buganda en Kasubi, se sitúan en la colina de Kasubi de la capital, fueron incluidas en el Patrimonio de la Humanidad de la Unesco en 2001.

## Lugares de culto

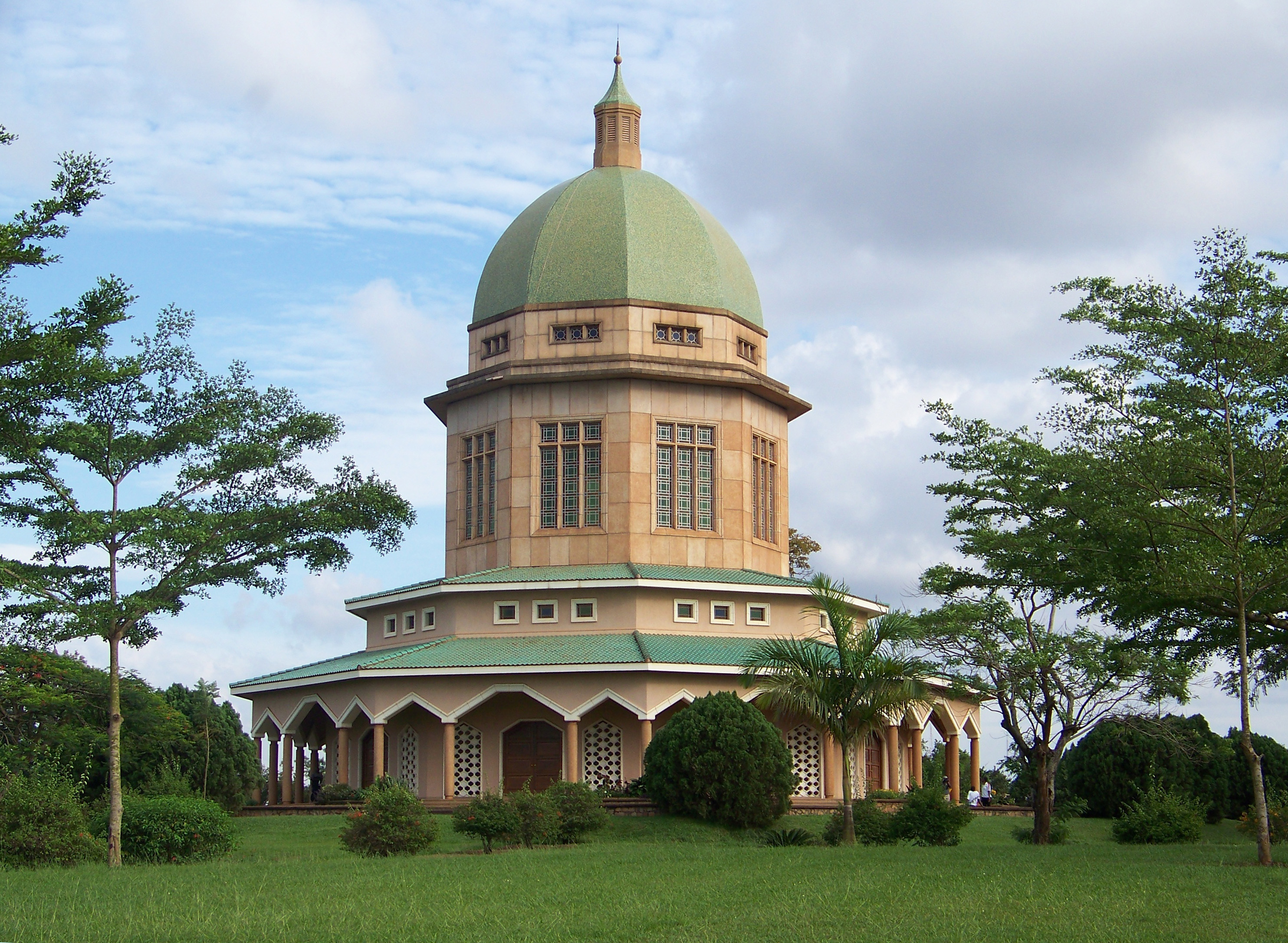
Baha'i House of Worship
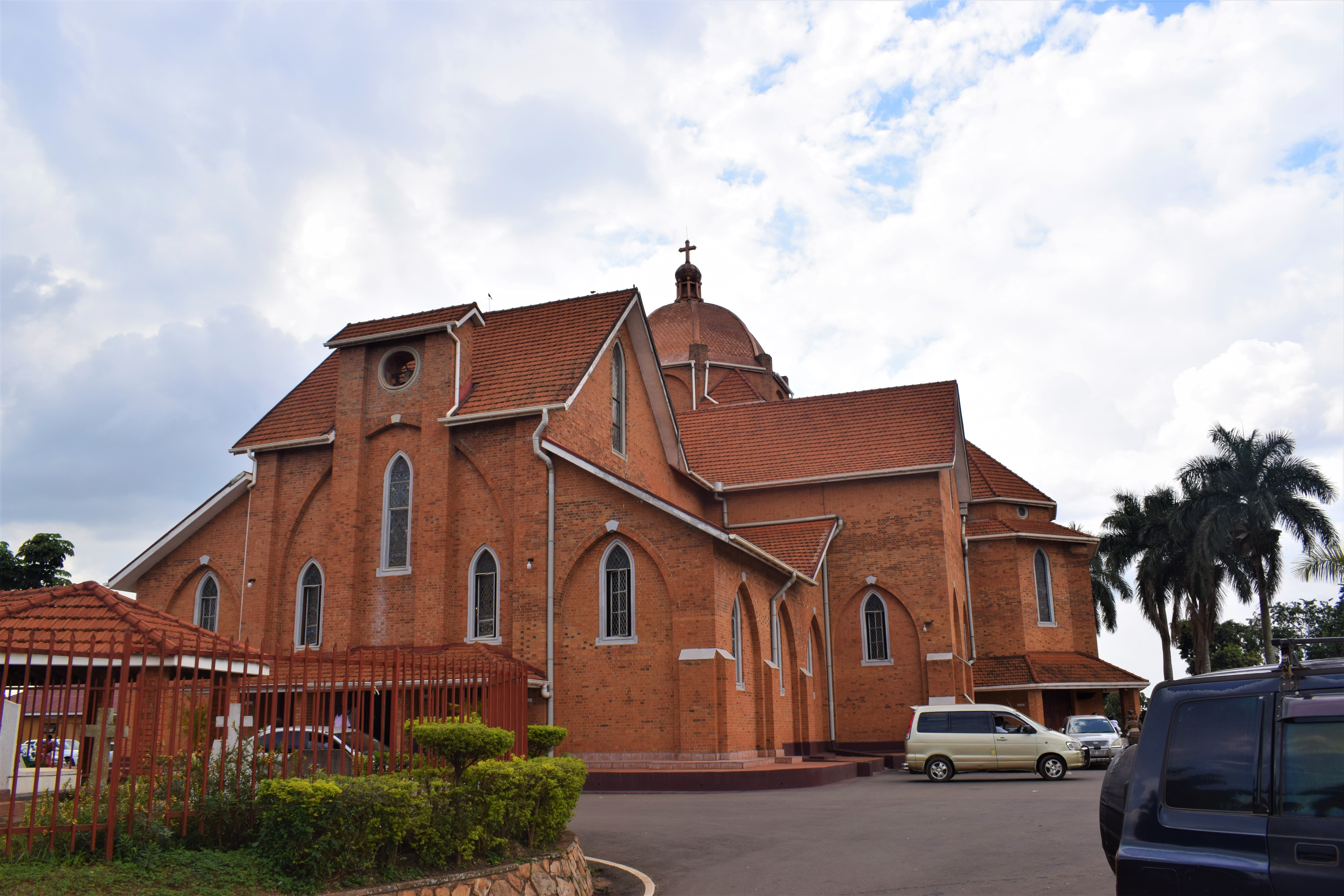
St. Paul's Anglican Cathedral
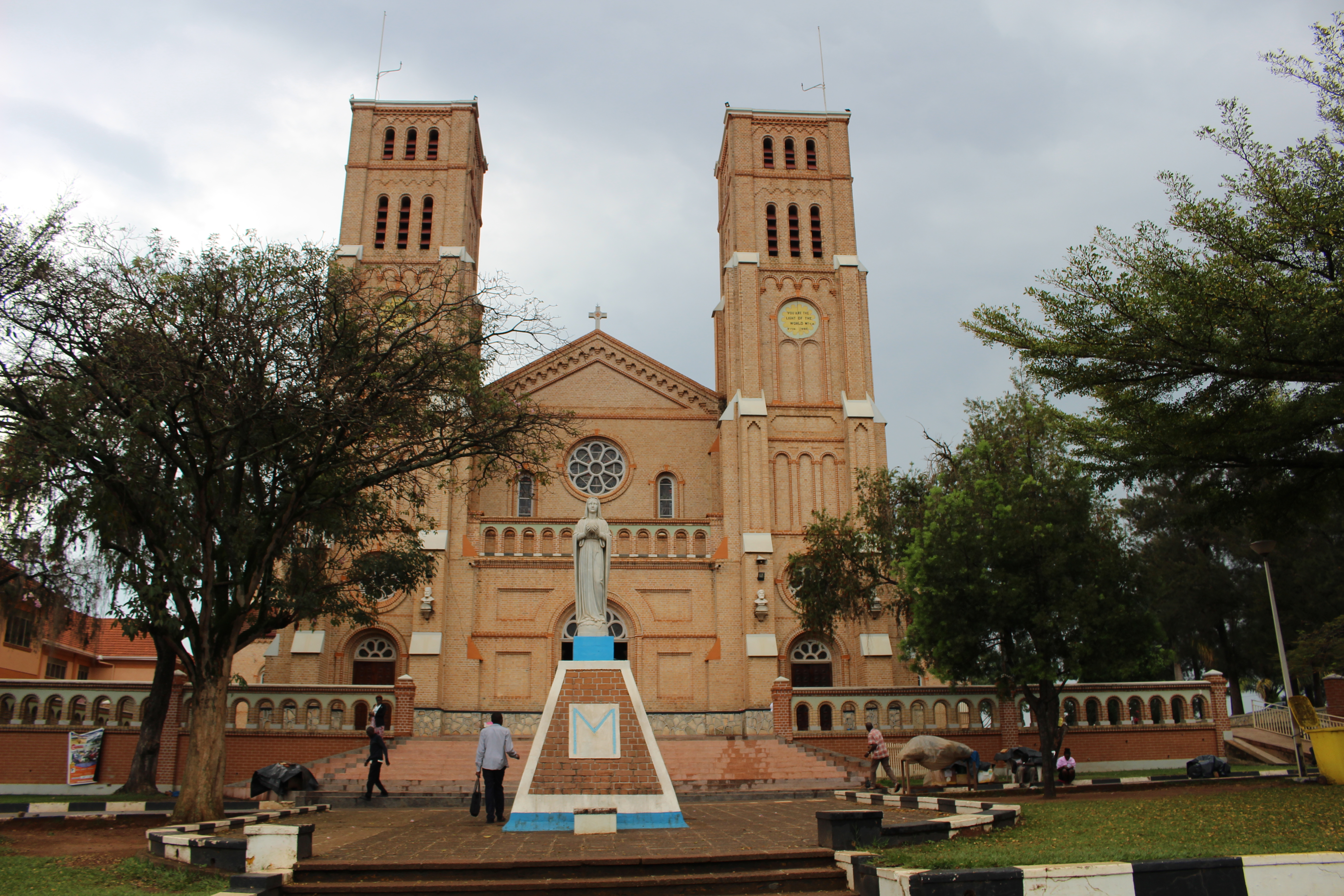
Catedral de Santa María (Kampala) (Iglesia católica)
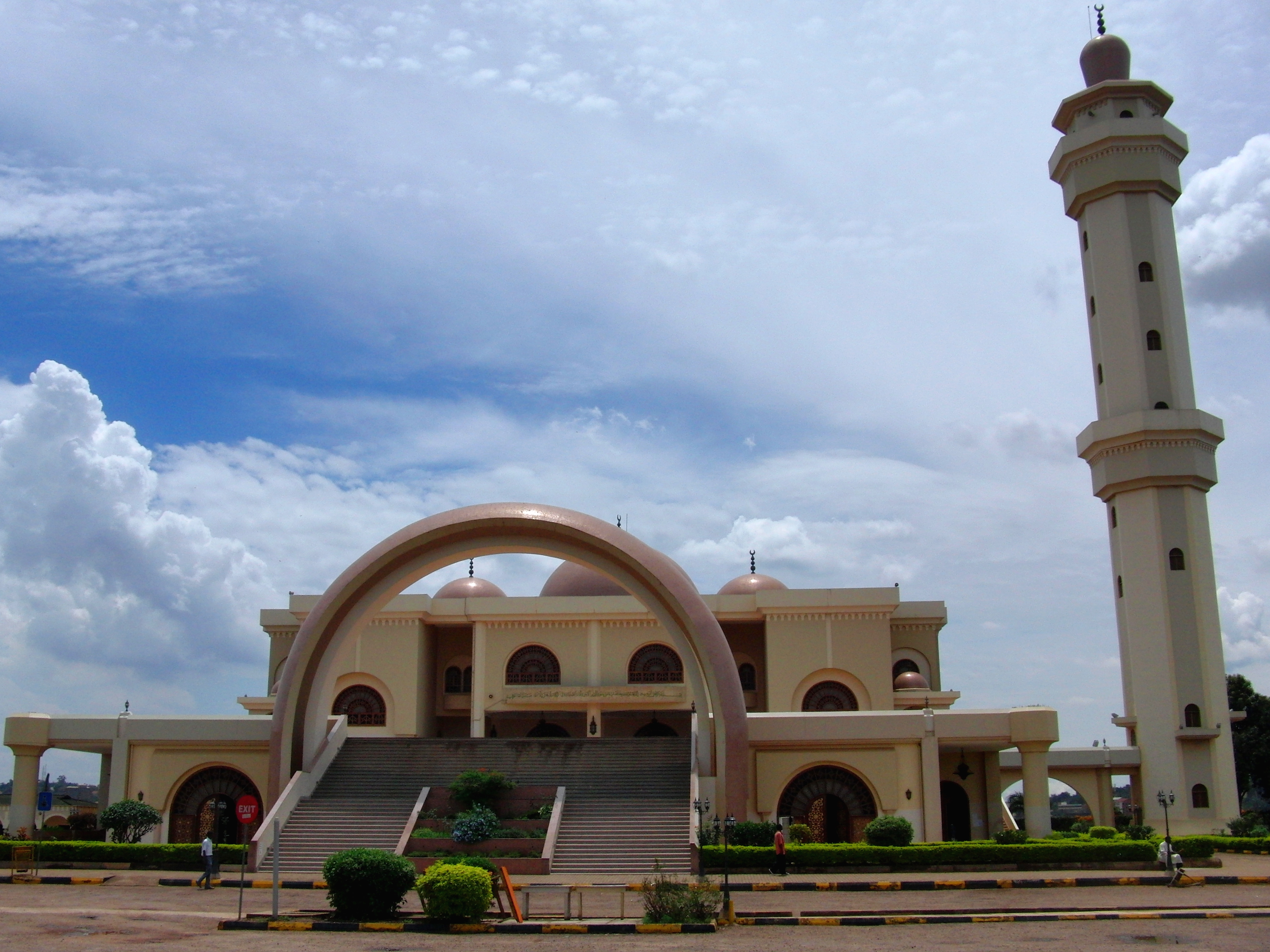
Uganda National Mosque (Islam)

Entre los lugares de culto, se encuentran principalmente iglesias y templos cristianos : arquidiócesis de Kampala (Iglesia católica), Church of Uganda (Comunión anglicana), Presbyterian Church in Uganda (Comunión Mundial de Iglesias Reformadas), Baptist Union of Uganda (Alianza Mundial Bautista), Asambleas de Dios. También hay mezquitas musulmanas.

## Ciudades Hermanadas
- Kigali, Ruanda